# Hoangus venustus
Hoangus venustus este o specie de buburuză din familia Coccinellidae originară din Noua Zeelandă, fiind găsită cel puțin pe Insula de Nord. 